# 소림쿵후
소림쿵후 ( 중국어: 少林功夫 : 少林功夫; 병음 : Shǎolín gōngfū )는 Shaolin 중국 무술(少林武術 Shǎolín wǔshù ) 또는 소림권(少林拳 Shàolínquán )이라고도 불리며 가장 오래되고 가장 크고 가장 유명한 우슈 또는 선 불교의 중국 무술 스타일 중 하나이다. 선 철학과 무술을 결합하고 1500년의 역사 동안 중국 허난성 의 소림사에서 개발되었다. 이와 관련된 중국 민속 속담에는 "천하의 모든 무술은 소림에서 유래했다", "소림 쿵푸는 천하에서 최고다" 등의 속담이 있어 무술 중 소림 쿵푸의 영향을 알 수 있다. 소림 이라는 이름은 소위 외부 쿵후 스타일의 브랜드로도 사용된다. 중국 남부와 북부의 많은 스타일은 소림이라는 이름을 사용한다.